# Idea leuconoe
Grand Planeur
Espèce
Répartition géographique
Le Grand Planeur (Idea leuconoe) est une espèce de lépidoptères (papillons) de la famille des Nymphalidae, de la sous-famille des Danainae et du genre Idea.

## Taxinomie
Idea leuconoe a été décrit par Wilhelm Ferdinand Erichson en 1834.

### Sous-espèces
- Idea leuconoe leuconoe

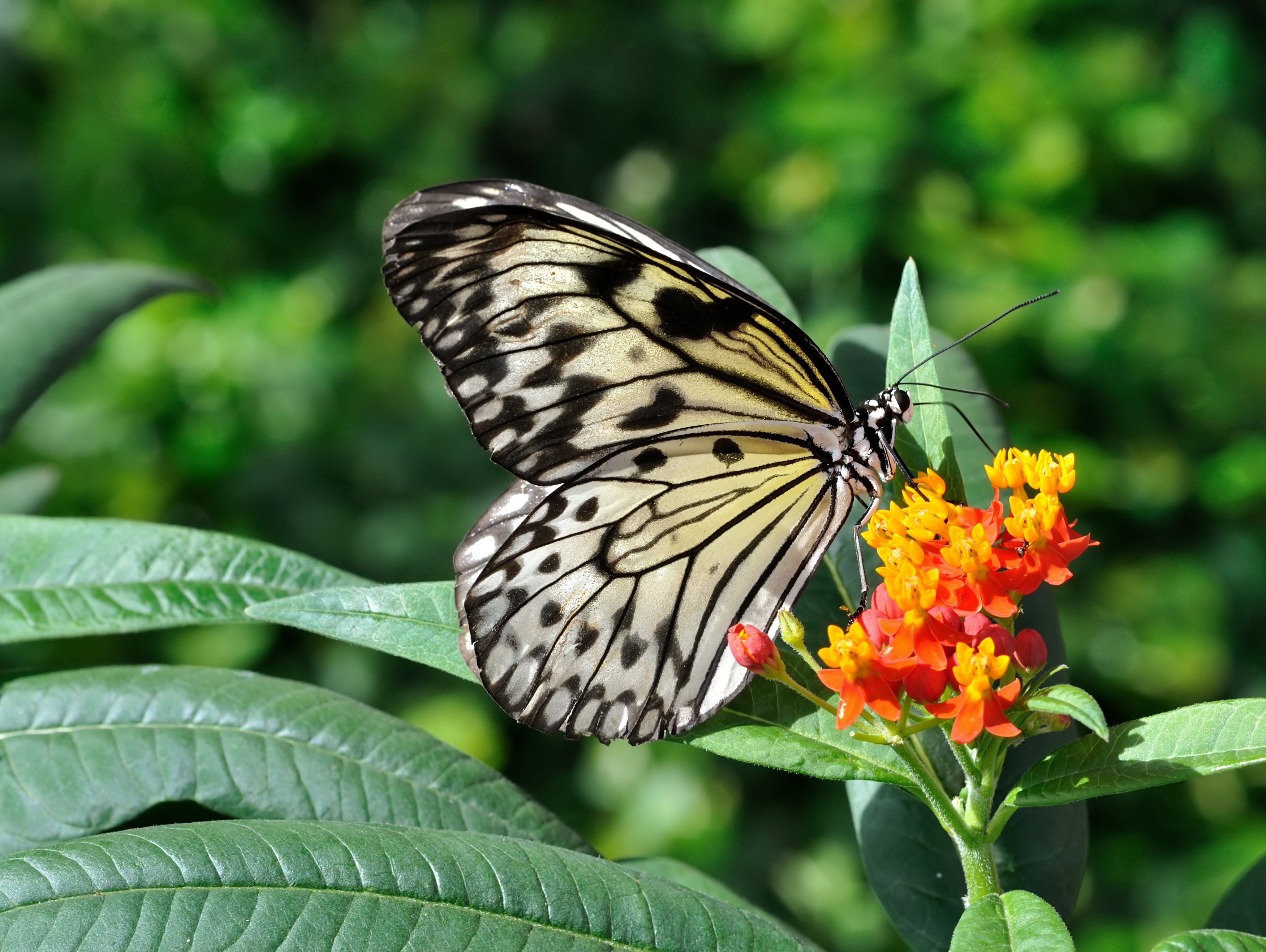
Idea leuconoe sur une Asclepias curassavica

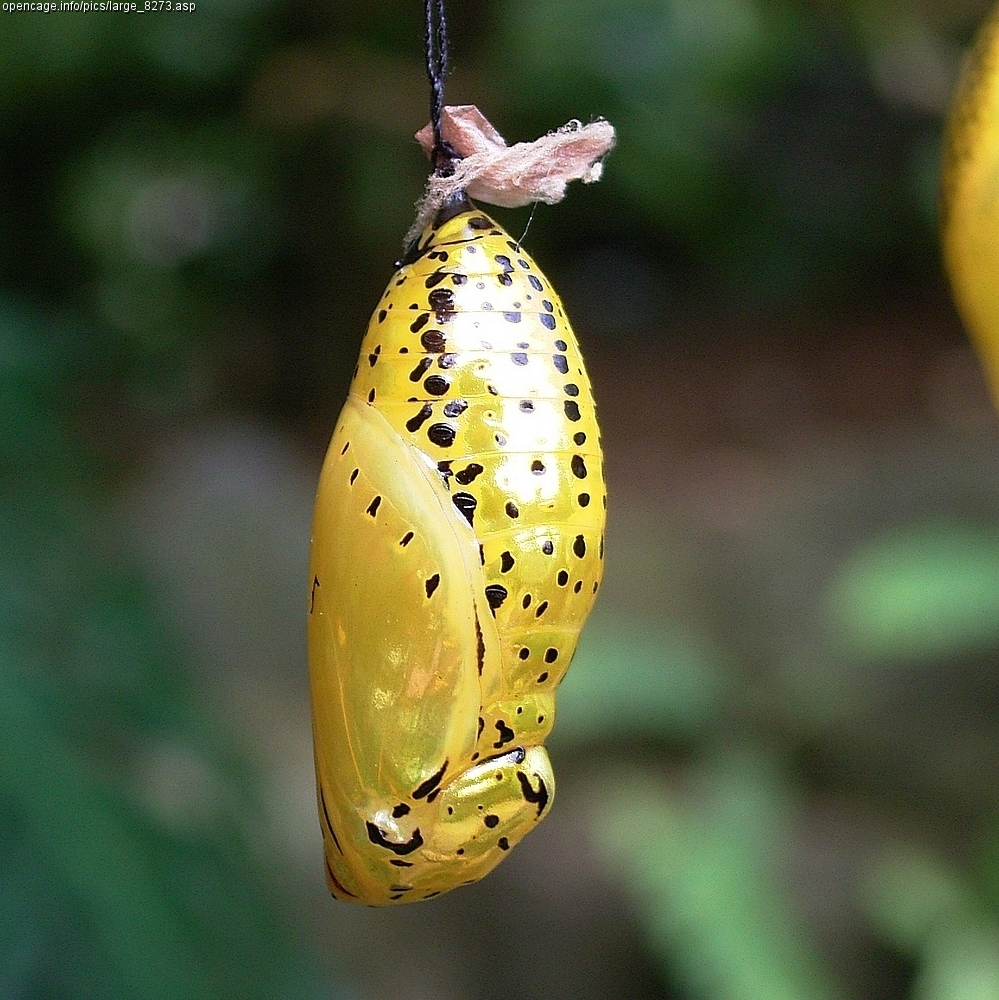
chrysalide dIdea leuconoe

- Idea leuconoe athesis Fruhstorfer, 1911 ; présent aux Philippines
- Idea leuconoe caesena Fruhstorfer, 1911; présent aux Philippines
- Idea leuconoe chersonesia (Fruhstorfer, 1898); présent en Malaisie et à Sumatra
- Idea leuconoe engania (Doherty, 1891)
- Idea leuconoe esanga (Fruhstorfer, 1898)
- Idea leuconoe fregela Fruhstorfer, 1911; présent aux Philippines
- Idea leuconoe godmani Oberthür, 1878
- Idea leuconoe gordita Fruhstorfer, 1911 ; présent aux Philippines
- Idea leuconoe kwashotoensis (Sonan, 1928)
- Idea leuconoe javana (Fruhstorfer, 1896): présent à Java
- Idea leuconoe lasiaka van Eecke, 1913
- Idea leuconoe moira Fruhstorfer, 1910 ; présent aux Philippines
- Idea leuconoe natunensis Snellen, 1895
- Idea leuconoe nigriana Grose-Smith, 1895; présent à Bornéo
- Idea leuconoe obscura Staudinger, 1889 ; présent aux Philippines
- Idea leuconoe siamensis (Godfrey, 1916); présent en Thaïlande
- Idea leuconoe solyma Fruhstorfer, 1910 ; présent aux Philippines
- Idea leuconoe princesa Staudinger, 1889; présent aux Philippines
- Idea leuconoe samara Fruhstorfer, 1910; présent aux Philippines
- Idea leuconoe vedana (Fruhstorfer, 1906)
- Idea leuconoe vicetia Fruhstorfer, 1911; présent aux Philippines

### Noms vernaculaires
Idea leuconoe se nomme Grand planeur en français et Papper kite ou Mangrove Tree Nymph en anglais,.

## Description
Idea leuconoe est un grand papillon d'une envergure de 95 mm à 110 mm. 

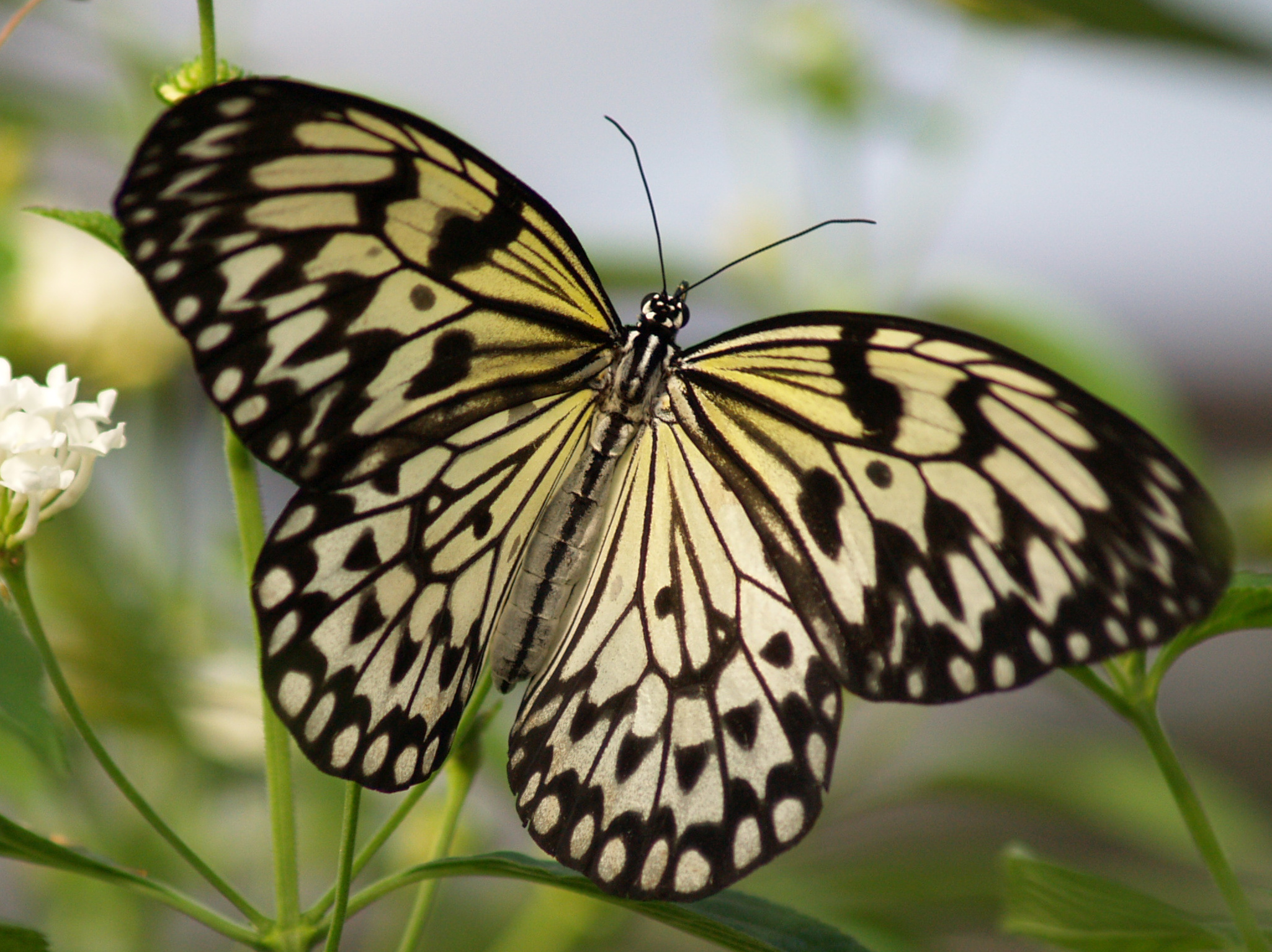
Grand planeur

Idea leuconoe est blanc veiné et orné de noir dont les marques marginales et submarginales sont confluentes et forment deux bandes irrégulières.
La chenille est noire avec des anneaux jaune clair et des taches rouges. Elle possède quatre paires de filaments noirs sur le dos.

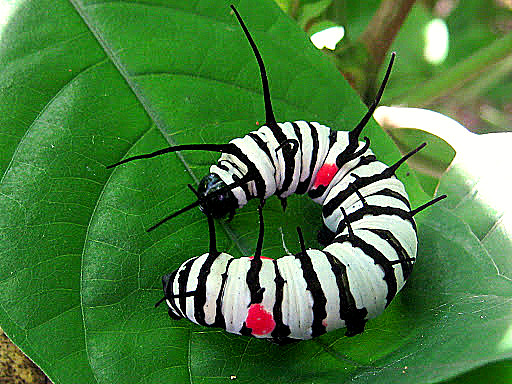
Chenille

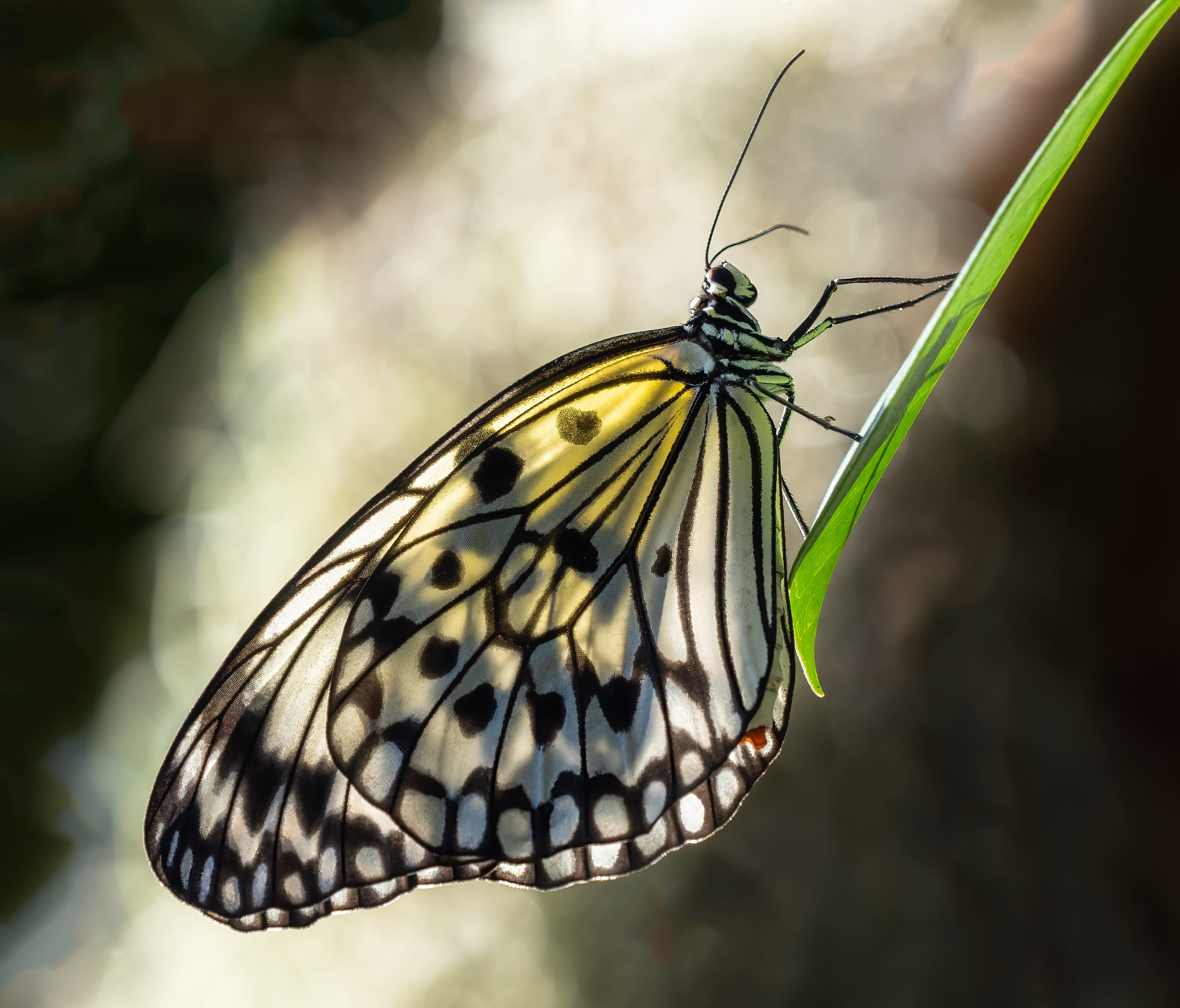
Idea leuconoe, où l'on aperçoit la transparence des ailes. Janvier 2023.

La chrysalide est de couleur jaune.

## Biologie
Ce papillon plane par faible luminosité, quand le temps est couvert, durant des heures en se laissant porter par les courants d'air (d'où son nom de Grand Planeur) ; et il se pose sur les plantes aux heures les plus ensoleillées, les ailes dressées ou partiellement ouvertes.

### Plantes hôtes
Les plantes hôtes de sa chenille sont des lianes de la famille des Apocynaceae : Parsonsia laevigata, Parsonsia helicandra et Parsonsia spiralis ainsi que Cynanchum formosanum et Tylophora hispida.

## Écologie et distribution
Idea leuconoe est présent aux en Thaïlande, en Malaisie, à Java, à Bornéo, à Sumatra, aux Philippines, à Taïwan et dans l'archipel d'Okinawa au sud du Japon.

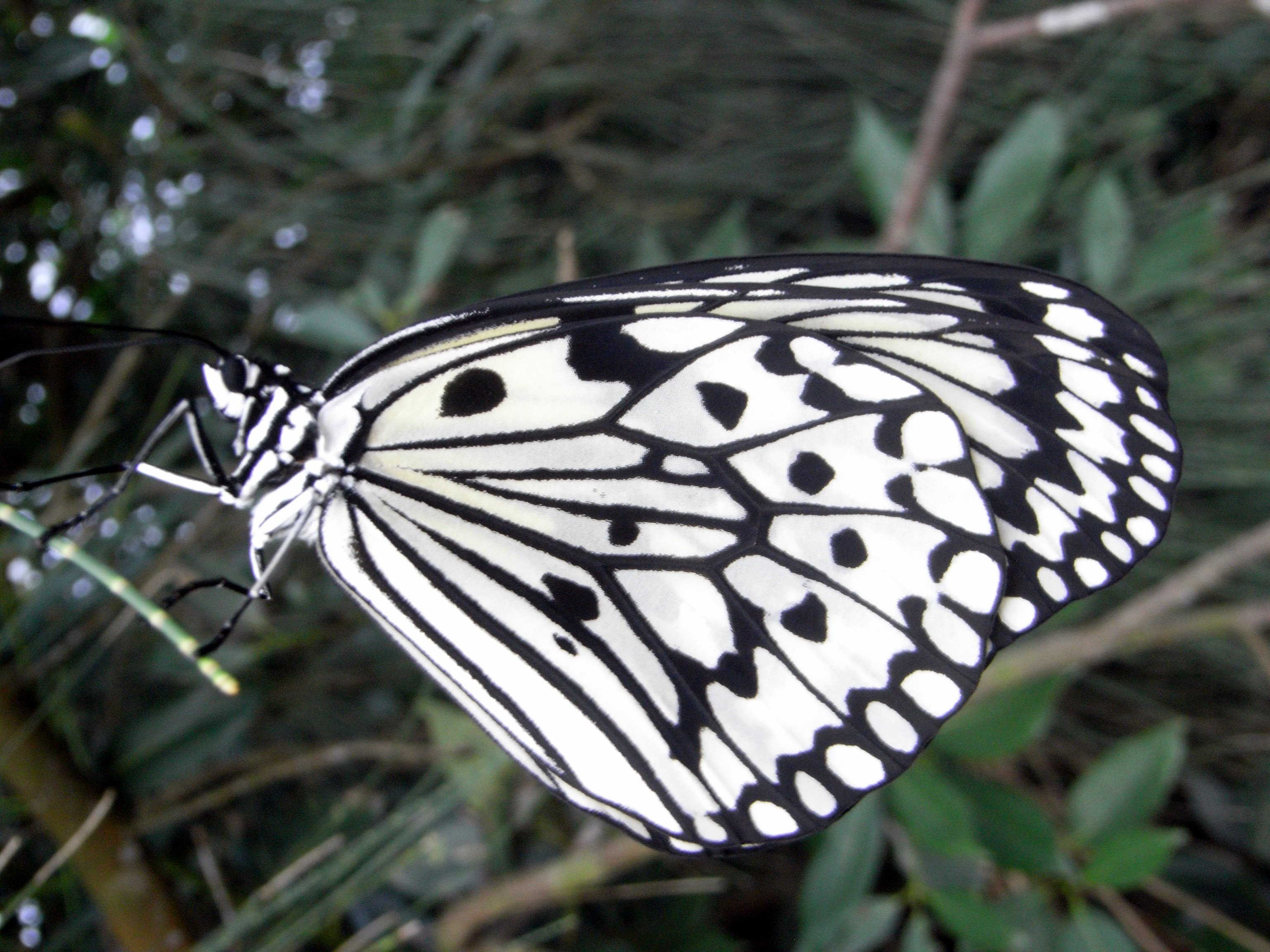
Idea leuconoe revers

### Biotope
Idea leuconoe réside dans les mangroves des côtes maritimes et la forêt tropicale humide jusqu'à 400 m d'altitude.

### Protection
Pas de statut de protection particulier.